# Куштодіу Кастру
Куштодіу Мігел Діаш ді Каштру (порт. Custódio Miguel Dias de Castro, нар. 24 травня 1983, Гімарайш) — португальський футболіст, півзахисник. Виступав зокрема за «Спортінг», «Брагу» та національну збірну Португалії. По завершенні ігрової кар'єри — тренер. З 2025 року очолює тренерський штаб команди «Алверка».

## Клубна кар'єра
Народився 24 травня 1983 року в місті Гімарайш. Вихованець юнацьких команд футбольних клубів «Віторія» (Гімарайнш) та «Спортінг».
У дорослому футболі дебютував 2001 року виступами за основну команду «Спортінга», в якій провів шість сезонів, взявши участь у 128 матчах чемпіонату. З 2003 року вже був основним гравцем команди.
Своєю грою за цю команду привернув увагу представників тренерського штабу клубу «Динамо» (Москва), до складу якого приєднався 2007 року. Закріпитися в основному складі московської команди португальцю не вдалося, протягом сезону, проведеного в Росії, гравець взяв участь лише у 9 матчах чемпіонату. У грудні 2008 року «Динамо» розірвало контракт з гравцем.
Протягом 2009—2010 років захищав кольори «Віторії» (Гімарайнш), в потім п'ять років провів у «Бразі», провівши за цей час 87 матчів у національному чемпіонаті.
На початку 2015 року перебрався до Туреччини, ставши гравцем клубу «Акхісар Беледієспор», де провів два з половиною роки, після чого у травні 2017 рок 34-річний Куштодіу завершив ігрову кар'єру.

## Виступи за збірні
Викликався до лав юнацьких збірних Португалії різних вікових категорій. Протягом 2003—2006 років залучався до складу молодіжної збірної Португалії U-21. На цьому рівні зіграв у 13 офіційних матчах і взяв участь у молодіжних чемпіонатах Європи 2004 та 2006 років.
2 червня 2012 року дебютував в офіційних іграх у складі національної збірної Португалії у товариському матчі проти Туреччини (1:3). Того ж року з командою був учасником фінальної частини чемпіонату Європи 2012 року, де дебютував по ходу гри групового етапу проти збірної Нідерландів, змінивши травмованого Раула Мейреліша.

## Тренерська кар'єра
У травні 2017 року Куштодіу був призначений помічником тренера у команді «Брага Б», де провів два роки, а у сезоні 2019/20 став асистентом юнацької команди U-17. 3 березня 2020 року він замінив Рубена Аморіма, який перейшов до лісабонського «Спортінга», на посаді головного тренера першої команди. Через три дні він дебютував як тренер «Браги», вигравши домашній матч проти «Портімоненсе» з рахунком 2:1. Після завершення сезону 2019/20 Куштодіу очолив молодіжну команду U-23, де провів один рік, а потім у 2022—2025 роках знову був тренером команди «Брага Б».
У липні 2025 року Куштодіу очолив новачка вищого дивізіону клуб «Алверка».

## Титули і досягнення
- Чемпіон Португалії (1):

«Спортінг»: 2001/02
- Володар Кубка Португалії (1):

«Спортінг»: 2006/07
- Володар Кубка португальської ліги (1):

«Брага»: 2012/13
Збірні
- Чемпіон Європи (U-16): 2000